# XV legislatura della Repubblica Italiana

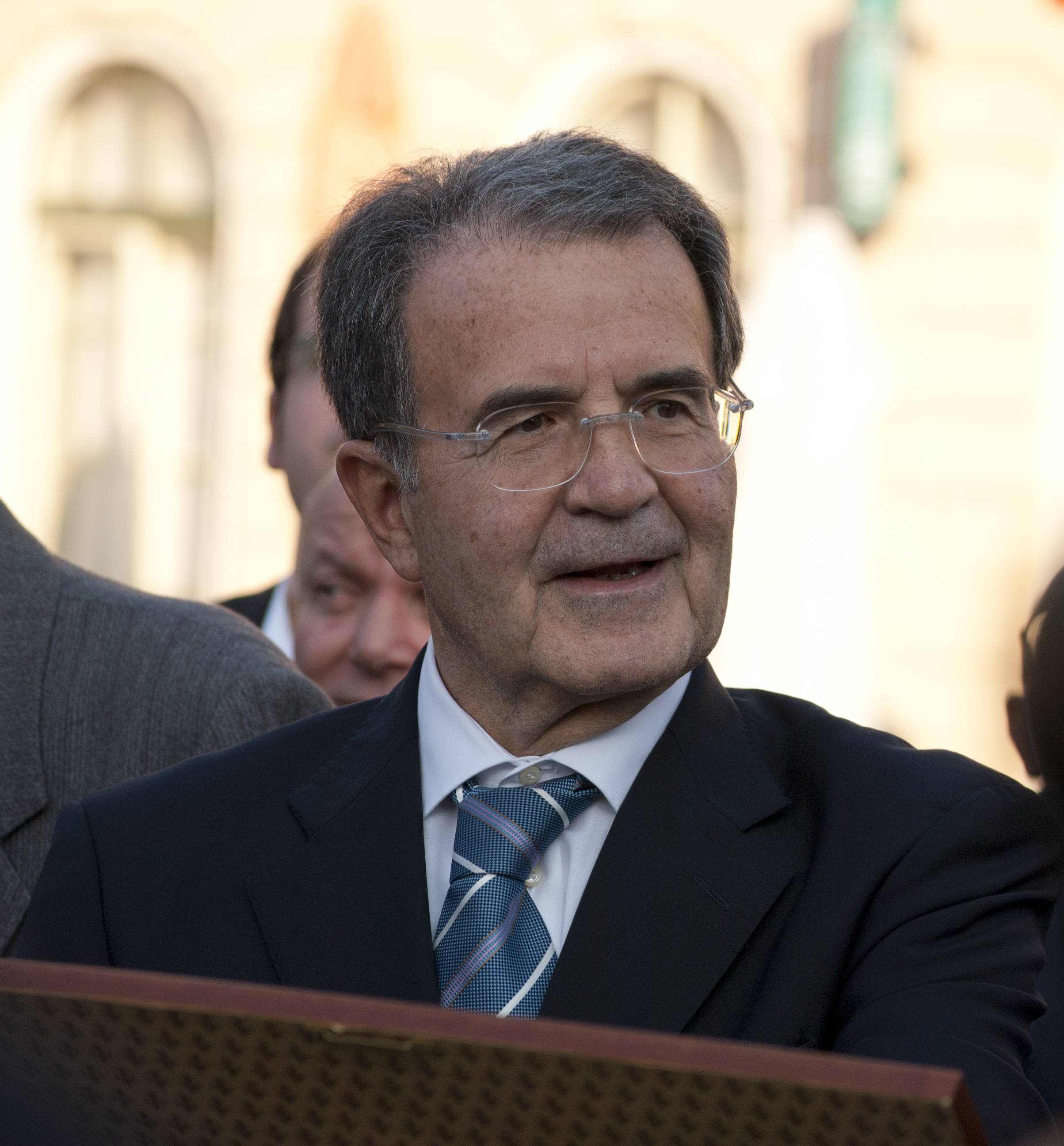
Romano Prodi, Presidente del Consiglio per l'intera legislatura.

La XV Legislatura della Repubblica Italiana è stata in carica dal 28 aprile 2006 al 28 aprile 2008, per un totale di 732 giorni. È la seconda legislatura più breve della storia repubblicana (la più corta è l'undicesima). Attualmente è l'unica legislatura nella storia della Repubblica Italiana durante la quale si è sottoposto al voto di fiducia al Parlamento un solo governo.

## Cronologia
Le elezioni politiche si sono tenute il 9 e 10 aprile del 2006, come da seduta straordinaria del Consiglio dei ministri nel giorno di scioglimento della XIV legislatura, l'11 febbraio 2006. Si vota per la prima volta con il nuovo sistema elettorale proporzionale con liste bloccate e premio di maggioranza introdotto con la legge Calderoli.
La legislatura è aperta il 28 aprile 2006; il giorno seguente vengono eletti i Presidenti della Camera dei deputati (Fausto Bertinotti) e del Senato (Franco Marini).
Il 10 maggio 2006 il parlamento in seduta comune elegge l'undicesimo Presidente della Repubblica Italiana, Giorgio Napolitano, alla quarta votazione con 543 voti su 990 votanti dei 1009 aventi diritto.
A causa della crisi di governo aperta dal voto di sfiducia in Senato al Governo Prodi II il 24 gennaio 2008 e alla rimissione del mandato esplorativo da parte del presidente del Senato Franco Marini, il Presidente della Repubblica ha sciolto le Camere il 6 febbraio 2008.

## Governo
- Governo Prodi II
  - Dal 17 maggio 2006 al 7 maggio 2008
  - Composizione del governo: PD, PRC, (PSI,RI, PdCI, IdV, FdV, UDEUR,DCU, LpA-AL, SD, MRE
  - Presidente del Consiglio dei ministri: Romano Prodi (deputato, L'Ulivo)

## Camera dei deputati

### Ufficio di presidenza

#### Presidente
Fausto Bertinotti (RC-SE) - L'elezione è avvenuta il 29 aprile 2006.

#### Vicepresidenti
- Pierluigi Castagnetti (PD-Ulivo)
- Carlo Leoni (SDSE)
- Giulio Tremonti (FI)
- Giorgia Meloni (AN)

#### Questori
- Severino Galante (CI)
- Gabriele Albonetti (PD-Ulivo)
- Francesco Colucci (FI)

#### Segretari
- Renzo Lusetti (PD-Ulivo)
- Titti De Simone (RC-SE)
- Mariza Bafile (PD-Ulivo)
- Rino Piscitello (PD-Ulivo)
- Giuseppe Fallica (FI)
- Antonio Mazzocchi (AN)
- Valentina Aprea (FI)
- Teodoro Buontempo (Misto-La Destra)
- Giuseppe Galati (UDC)
- Giacomo Stucchi (LNP)
- Giuseppe Maria Reina (Misto-MPA)
- Marco Boato (Verdi)
- Giuseppe Morrone (Popolari-UDEUR)
- Sergio D'Elia (Socialisti e Radicali-RNP)
- Silvana Mura (IdV)
- Giampiero Catone (DCA-Nuovo PSI)

### Capigruppo parlamentari
| Gruppo parlamentare | Gruppo parlamentare                                                | Presidente            | Seggi     |
| ------------------- | ------------------------------------------------------------------ | --------------------- | --------- |
|                     | Partito Democratico-L'Ulivo                                        | Antonello Soro        | 194 / 630 |
|                     | Forza Italia                                                       | Elio Vito             | 131 / 630 |
|                     | Alleanza Nazionale                                                 | Ignazio La Russa      | 68 / 630  |
|                     | Rifondazione Comunista - Sinistra Europea                          | Gennaro Migliore      | 40 / 630  |
|                     | UDC (Unione dei Democratici Cristiani e dei Democratici di Centro) | Luca Volontè          | 36 / 630  |
|                     | Misto                                                              | Siegfried Brugger     | 33 / 630  |
|                     | Lega Nord Padania                                                  | Roberto Maroni        | 22 / 630  |
|                     | Socialisti e Radicali-RNP                                          | Roberto Villetti      | 21 / 630  |
|                     | Sinistra Democratica. Per il Socialismo Europeo                    | Titti Di Salvo        | 20 / 630  |
|                     | Comunisti Italiani                                                 | Cosimo Sgobio         | 17 / 630  |
|                     | Italia dei Valori                                                  | Massimo Donadi        | 17 / 630  |
|                     | Verdi                                                              | Angelo Bonelli        | 15 / 630  |
|                     | Popolari-UDEUR                                                     | Mauro Fabris          | 11 / 630  |
|                     | DCA-Democrazia Cristiana per le Autonomie-Nuovo PSI                | Paolo Cirino Pomicino | 5 / 630   |

### Commissioni parlamentari
| #    | Commissione                                                     | Presidente                               | Presidente                                   |
| ---- | --------------------------------------------------------------- | ---------------------------------------- | -------------------------------------------- |
| I    | Affari costituzionali, della Presidenza del consiglio e interni |                                          | Luciano Violante (PD-Ulivo)                  |
| II   | Giustizia                                                       |                                          | Pino Pisicchio (IdV)                         |
| III  | Affari esteri e comunitari                                      |                                          | Umberto Ranieri (PD-Ulivo)                   |
| IV   | Difesa                                                          |                                          | Roberta Pinotti (PD-Ulivo)                   |
| V    | Bilancio, tesoro e programmazione                               |                                          | Lino Duilio (PD-Ulivo)                       |
| VI   | Finanze                                                         |                                          | Paolo Del Mese (Misto)                       |
| VII  | Cultura, scienza e istruzione                                   |                                          | Pietro Folena (RC - SE)                      |
| VIII | Ambiente, territorio e lavori pubblici                          |                                          | Ermete Realacci (PD-Ulivo)                   |
| IX   | Trasporti, poste e telecomunicazioni                            |                                          | Michele Pompeo Meta (PD-Ulivo)               |
| X    | Attività produttive, commercio e turismo                        |                                          | Daniele Capezzone (RNP) [fino al 07/11/2007] |
| X    | Attività produttive, commercio e turismo                        | Maurizio Turco (SR-RNP) [dal 14/11/2007] |                                              |
| XI   | Lavoro pubblico e privato                                       |                                          | Gianni Pagliarini (CI)                       |
| XII  | Affari sociali                                                  |                                          | Mimmo Lucà (PD-Ulivo)                        |
| XIII | Agricoltura                                                     |                                          | Marco Lion (Verdi)                           |
| XIV  | Politiche dell'Unione europea                                   |                                          | Franca Bimbi (PD-Ulivo)                      |

### Riepilogo della composizione
| Gruppo parlamentare alla Camera dei deputati | Gruppo parlamentare alla Camera dei deputati                             | Gruppo parlamentare alla Camera dei deputati                             | Gruppo parlamentare alla Camera dei deputati                             | Inizio legislatura | 2006 | 2007 | Fine legislatura |
| -------------------------------------------- | ------------------------------------------------------------------------ | ------------------------------------------------------------------------ | ------------------------------------------------------------------------ | ------------------ | ---- | ---- | ---------------- |
|                                              | Partito Democratico-L'Ulivo (PD-Ulivo)                                   | Partito Democratico-L'Ulivo (PD-Ulivo)                                   | Partito Democratico-L'Ulivo (PD-Ulivo)                                   | 218                | 218  | 196  | 194              |
|                                              | Forza Italia (FI)                                                        | Forza Italia (FI)                                                        | Forza Italia (FI)                                                        | 134                | 133  | 133  | 131              |
|                                              | Alleanza Nazionale (AN)                                                  | Alleanza Nazionale (AN)                                                  | Alleanza Nazionale (AN)                                                  | 72                 | 72   | 68   | 68               |
|                                              | Rifondazione Comunista - Sinistra Europea (RC-SE)                        | Rifondazione Comunista - Sinistra Europea (RC-SE)                        | Rifondazione Comunista - Sinistra Europea (RC-SE)                        | 41                 | 41   | 40   | 40               |
|                                              | UDC (Unione dei Democratici Cristiani e dei Democratici di Centro) (UDC) | UDC (Unione dei Democratici Cristiani e dei Democratici di Centro) (UDC) | UDC (Unione dei Democratici Cristiani e dei Democratici di Centro) (UDC) | 39                 | 38   | 38   | 36               |
|                                              | Lega Nord Padania (LNP)                                                  | Lega Nord Padania (LNP)                                                  | Lega Nord Padania (LNP)                                                  | 23                 | 23   | 22   | 22               |
|                                              | Socialisti e Radicali-RNP (SR-RNP)                                       | Socialisti e Radicali-RNP (SR-RNP)                                       | Socialisti e Radicali-RNP (SR-RNP)                                       | —                  | 18   | 17   | 21               |
|                                              | Sinistra Democratica. Per il socialismo europeo (SDSE)                   | Sinistra Democratica. Per il socialismo europeo (SDSE)                   | Sinistra Democratica. Per il socialismo europeo (SDSE)                   | —                  | —    | 20   | 20               |
|                                              | Comunisti Italiani (CI)                                                  | Comunisti Italiani (CI)                                                  | Comunisti Italiani (CI)                                                  | —                  | 16   | 17   | 17               |
|                                              | Italia dei Valori (IdV)                                                  | Italia dei Valori (IdV)                                                  | Italia dei Valori (IdV)                                                  | 20                 | 19   | 17   | 17               |
|                                              | Verdi                                                                    | Verdi                                                                    | Verdi                                                                    | —                  | 16   | 15   | 15               |
|                                              | Popolari-UDEUR (Pop.-UDEUR)                                              | Popolari-UDEUR (Pop.-UDEUR)                                              | Popolari-UDEUR (Pop.-UDEUR)                                              | —                  | 14   | 14   | 11               |
|                                              | DCA-Democrazia Cristiana per le Autonomie-Nuovo PSI (DCA-NPSI)           | DCA-Democrazia Cristiana per le Autonomie-Nuovo PSI (DCA-NPSI)           | DCA-Democrazia Cristiana per le Autonomie-Nuovo PSI (DCA-NPSI)           | —                  | 6    | 6    | 5                |
|                                              | Gruppo misto                                                             |                                                                          | Non iscritti                                                             | 8                  | 6    | 6    | 18               |
|                                              | Gruppo misto                                                             | Movimento per l'autonomia (MPA)                                          | —                                                                        | 5                  | 6    | 6    |                  |
|                                              | Gruppo misto                                                             | Minoranze linguistiche (Min. ling.)                                      | 5                                                                        | 5                  | 5    | 5    |                  |
|                                              | Gruppo misto                                                             | La Destra (LD)                                                           | —                                                                        | —                  | 4    | 4    |                  |
|                                              | Gruppo misto                                                             | Repubblicani, Liberali, Riformatori (Rep. Lib. Rif.)                     | —                                                                        | —                  | 3    | —    |                  |
|                                              | Gruppo misto                                                             | Socialisti per la Costituente (SC)                                       | —                                                                        | —                  | 3    | —    |                  |
|                                              | Gruppo misto                                                             | La Rosa nel Pugno (RNP)                                                  | 18                                                                       | —                  | —    | —    |                  |
|                                              | Gruppo misto                                                             | Comunisti Italiani (CI)                                                  | 16                                                                       | —                  | —    | —    |                  |
|                                              | Gruppo misto                                                             | Verdi                                                                    | 16                                                                       | —                  | —    | —    |                  |
|                                              | Gruppo misto                                                             | Popolari-UDEUR (Pop.-UDEUR)                                              | 14                                                                       | —                  | —    | —    |                  |
|                                              | Gruppo misto                                                             | Democrazia Cristiana-Partito Socialista (DC-PS)                          | 6                                                                        | —                  | —    | —    |                  |
| Totale Gruppo misto                          | Totale Gruppo misto                                                      | 83                                                                       | 16                                                                       | 27                 | 33   |      |                  |
| Totale                                       | Totale                                                                   | Totale                                                                   | Totale                                                                   | 630                | 630  | 630  | 630              |

#### Modifiche nella composizione dei gruppi parlamentari
1. ↑  Una deputata aderisce al gruppo L'Ulivo durante il 2006. Abbandonando il gruppo Misto-NI: Laura Froner il 31 maggio.

Due deputati subentranti aderiscono al gruppo L'Ulivo durante il 2006: Mauro Betta e Gianni Cuperlo il 6 giugno, in sostituzione rispettivamente di Letizia De Torre e Miloš Budin del gruppo Misto-NI.

Tre deputati abbandonano il gruppo L'Ulivo durante il 2006. Aderiscono al gruppo Misto-NI: Miloš Budin, Letizia De Torre e Laura Froner il 19 maggio.

Due deputati del gruppo L'Ulivo cessano dal mandato parlamentare durante il 2006: Nicola Adamo il 28 giugno, lo stesso giorno è sostituito da Francesco Amendola; Antonio Verini il 19 settembre, lo stesso giorno è sostituito da Giorgio D'Ambrosio.
2. ↑  Tre deputati aderiscono al gruppo L'Ulivo durante il 2007. Abbandonando il gruppo IdV: Giuseppe Ossorio e Salvatore Raiti il 27 settembre. Abbandonando il gruppo RNP: Salvatore Buglio il 25 ottobre.

Venticinque deputati abbandonano il gruppo L'Ulivo durante il 2007. Aderiscono al gruppo SDSE: Antonio Attili, Raffaele Aurisicchio, Fulvia Bandoli, Fabio Baratella, Gloria Buffo, Olga D'Antona, Titti Di Salvo, Marco Fumagalli, Franco Grillini, Carlo Leoni, Angelo Lomaglio, Claudio Maderloni, Fabio Mussi, Marisa Nicchi, Luciano Pettinari, Antonio Rotondo, Alba Sasso, Arturo Scotto, Valdo Spini, Osvalda Trupia e Katia Zanotti il 16 maggio, Massimo Cialente il 25 settembre. Aderiscono a gruppo Misto-NI: Aleandro Longhi l'8 marzo, Giorgio Carta il 26 luglio. Aderisce al gruppo RNP: Cinzia Dato il 2 agosto.
3. ↑  Due deputati abbandonano il gruppo PD-Ulivo durante il 2008. Aderiscono al gruppo Misto-NI: Italo Tanoni il 7 febbraio, Gerardo Bianco il 15 febbraio.
4. ↑  Un deputato abbandona il gruppo FI durante il 2006. Aderisce al gruppo Misto-NI: Giovanni Ricevuto il 20 luglio.

Un deputato del gruppo FI cessa dal mandato parlamentare durante il 2006: Gianfranco Miccichè il 27 settembre, il 29 settembre è sostituito da Ida D'Ippolito Vitale.
5. ↑  Un deputato aderisce al gruppo FI durante il 2007. Abbandonando il gruppo Misto-NI: Marco Pottino il 16 novembre.

Un deputato abbandona il gruppo FI durante il 2007. Aderisce al gruppo Misto-NI: Riccardo Minardo il 20 settembre.

Un deputato del gruppo FI cessa dal mandato parlamentare durante il 2007: Cesare Previti il 31 luglio, lo stesso giorno è sostituito da Angelo Santori.
6. ↑  Due deputati abbandonano il gruppo FI durante il 2008. Aderiscono al gruppo UDC: Ferdinando Adornato e Angelo Sanza il 4 febbraio.
7. ↑  Quattro deputati abbandonano il gruppo AN durante il 2007. Aderiscono al gruppo Misto-NI: Roberto Salerno il 19 luglio, Teodoro Buontempo il 30 luglio, Antonio Pezzella il 9 agosto. Aderisce al gruppo Misto-LD: Daniela Santanchè il 13 novembre.
8. ↑  Tre deputati del gruppo RC-SE cessano dal mandato parlamentare durante il 2006: Paolo Ferrero, Alfonso Gianni e Patrizia Sentinelli il 6 giugno, lo stesso giorno sono sostituiti rispettivamente da Anna Maria Cardano, Ezio Locatelli e Gino Sperandio.
9. ↑  Un deputato abbandona il gruppo RC-SE durante il 2007. Aderisce al gruppo Misto-NI: Salvatore Cannavò il 18 dicembre.
10. ↑  Un deputato abbandona il gruppo UDC durante il 2006. Aderisce al gruppo Misto-NI: Riccardo Conti il 18 ottobre.
11. ↑  Un deputato aderisce al gruppo UDC durante il 2007. Abbandonando il gruppo Pop-UDEUR: Michele Pisacane il 28 marzo.

Un deputato abbandona il gruppo UDC durante il 2007. Aderisce al gruppo Misto-NI: Cosimo Mele il 1º agosto.
12. ↑  Due deputati aderiscono al gruppo UDC durante il 2008. Abbandonando il gruppo FI: Ferdinando Adornato e Angelo Sanza il 4 febbraio.

Quattro deputati abbandonano il gruppo UDC durante il 2008. Aderiscono al gruppo Misto-NI: Bruno Tabacci il 5 febbraio, Emerenzio Barbieri e Carlo Giovanardi il 6 febbraio, Francesco Paolo Lucchese il 21 febbraio.
13. ↑  Un deputato abbandona il gruppo LNP durante il 2007. Aderisce al gruppo Misto-NI: Marco Pottino il 17 aprile.
14. ↑  Diciassette deputati aderiscono al gruppo RNP durante il 2006. Abbandonando il gruppo Misto-RNP: Rapisardo Antinucci, Marco Beltrandi, Emma Bonino, Enrico Boselli, Enrico Buemi, Salvatore Buglio, Daniele Capezzone, Giovanni Crema, Sergio D'Elia, Lello Di Gioia, Giacomo Mancini, Angelo Piazza, Donatella Poretti, Gian Franco Schietroma, Lanfranco Turci, Maurizio Turco e Roberto Villetti il 18 maggio.

Un deputato subentrante aderisce al gruppo RNP durante il 2006: Bruno Mellano il 23 maggio, in sostituzione di Marco Cappato del gruppo Misto-RNP.
15. ↑  Una deputata aderisce al gruppo RNP durante il 2007. Abbandonando il gruppo L'Ulivo: Cinzia Dato il 2 agosto.

Due deputati abbandonano il gruppo RNP durante il 2007. Aderisce al gruppo L'Ulivo: Salvatore Buglio il 25 ottobre. Aderisce al gruppo Misto-NI: Daniele Capezzone il 7 novembre.
16. ↑  Quattro deputati aderiscono al gruppo SR-RNP durante il 2008. Abbandonando il gruppo Misto-SC: Fabio Baratella, Franco Grillini e Valdo Spini il 1º febbraio. Abbandonando il gruppo DCA-NPSI: Mauro Del Bue il 25 gennaio.
17. ↑  Ventitré deputati aderiscono al gruppo SDSE durante il 2007. Abbandonando il gruppo L'Ulivo: Antonio Attili, Raffaele Aurisicchio, Fulvia Bandoli, Fabio Baratella, Gloria Buffo, Olga D'Antona, Titti Di Salvo, Marco Fumagalli, Franco Grillini, Carlo Leoni, Angelo Lomaglio, Claudio Maderloni, Fabio Mussi, Marisa Nicchi, Luciano Pettinari, Antonio Rotondo, Alba Sasso, Arturo Scotto, Valdo Spini, Osvalda Trupia e Katia Zanotti il 16 maggio, Massimo Cialente il 25 settembre. Abbandonando il gruppo Verdi: Roberto Poletti il 30 ottobre.

Tre deputati abbandonano il gruppo SDSE durante il 2007. Aderiscono al gruppo Misto-NI: Franco Grillini e Valdo Spini il 4 ottobre, Fabio Baratella il 30 ottobre.
18. ↑  Sedici deputati aderiscono al gruppo CI durante il 2006. Abbandonando il gruppo Misto-CI: Katia Bellillo, Luigi Cancrini, Rosalba Cesini, Silvio Crapolicchio, Giacomo De Angelis, Oliviero Diliberto, Severino Galante, Orazio Antonio Licandro, Francesco Napoletano, Gianni Pagliarini, Ferdinando Pignataro, mCosimo Sgobio, Roberto Soffritti, Nicola Tranfaglia, Elias Vacca e Iacopo Venier il 18 maggio.
19. ↑  Un deputato aderisce al gruppo CI durante il 2007. Abbandonando il gruppo Misto-NI: Aleandro Longhi il 19 luglio.
20. ↑  Una deputata abbandona il gruppo IdV durante il 2006. Aderisce al gruppo Misto-NI: Federica Rossi Gasparrini il 15 settembre.

Un deputato del gruppo IdV cessa dal mandato parlamentare durante il 2006: Giorgio Calò il 6 giugno, lo stesso giorno è sostituito da Stefano Pedica.
21. ↑  Due deputati abbandonano il gruppo IdV durante il 2007. Aderiscono al gruppo L'Ulivo: Giuseppe Ossorio e Salvatore Raiti il 27 settembre.
22. ↑  Sedici deputati aderiscono al gruppo Verdi durante il 2006. Abbandonando il gruppo Misto-Verdi: Marco Boato, Stefano Boco, Angelo Bonelli, Arnold Cassola, Paolo Cento, Tana De Zulueta, Grazia Francescato, Massimo Saverio Ennio Fundarò, Marco Lion, Domenico Lomelo, Carlo Monguzzi, Alfonso Pecoraro Scanio, Tommaso Pellegrino, Camillo Piazza, Giuseppe Trepiccione e Luana Zanella il 16 maggio.

Due deputati del gruppo Verdi cessa dal mandato parlamentare durante il 2006: Carlo Monguzzi il 6 giugno, lo stesso giorno è sostituito da Roberto Poletti; Domenico Lomelo il 4 luglio, lo stesso giorno è sostituito da Paola Balducci.
23. ↑  Un deputato abbandona il gruppo Verdi durante il 2007. Aderisce al gruppo SDSE: Roberto Poletti il 30 ottobre.
24. ↑  Quattordici deputati aderiscono al gruppo Pop.-UDEUR durante il 2006. Abbandonando il gruppo Misto-Pop.-UDEUR: Francesco Adenti, Paolo Affronti, Gino Capotosti, Sandra Cioffi, Paolo Del Mese, Dante D'Elpidio, Mauro Fabris, Pasquale Giuditta, Vito Li Causi, Giuseppe Morrone, Angelo Picano, Rocco Pignataro, Michele Pisacane e Antonio Satta il 18 maggio.
25. ↑  Una deputata aderisce al gruppo Pop.-UDEUR durante il 2007. Abbandonando il gruppo Misto-NI: Federica Rossi Gasparrini il 25 gennaio.

Un deputato abbandona il gruppo Pop.-UDEUR durante il 2007. Aderisce al gruppo UDC: Michele Pisacane il 28 marzo.
26. ↑  Tre deputati abbandonano il gruppo Pop.-UDEUR durante il 2008. Aderiscono al gruppo Misto-NI: Federica Rossi Gasparrini il 21 febbraio, Gino Capotosti il 3 marzo, Paolo Del Mese il 7 marzo.
27. ↑  Sei deputati aderiscono al gruppo DC-PS durante il 2006. Abbandonando il gruppo Misto-DC-PS: Lucio Barani, Giampiero Catone, Paolo Cirino Pomicino, Francesco De Luca, Mauro Del Bue e Massimo Nardi il 18 maggio.
28. ↑  Un deputato abbandona il gruppo DCA-NPSI durante il 2008. Aderisce al gruppo SR-RNP: Mauro Del Bue il 25 gennaio.
29. ↑  Sei deputati aderiscono al gruppo Misto-NI durante il 2006. Abbandonando il gruppo L'Ulivo: Miloš Budin, Letizia De Torre e Laura Froner il 19 maggio. Abbandonando il gruppo FI: Giovanni Ricevuto il 20 luglio. Abbandonando il gruppo IdV: Federica Rossi Gasparrini il 15 settembre. Abbandonando il gruppo UDC: Riccardo Conti il 18 ottobre.

Sei deputati abbandonano il gruppo Misto-NI durante il 2006. Aderiscono al gruppo Misto-MPA: Giovanni Di Mauro, Nicola Leanza, Carmelo Lo Monte, Vincenzo Oliva e Giuseppe Reina il 17 maggio. Aderisce al gruppo L'Ulivo: Laura Froner il 31 maggio.

Due deputati del gruppo Misto-NI cessano dal mandato parlamentare durante il 2006: Miloš Budin e Letizia De Torre il 6 giugno, lo stesso giorno sono sostituiti rispettivamente da Gianni Cuperlo e Mauro Betta, che aderiscono al gruppo L'Ulivo.
30. ↑  Tredici deputati aderiscono al gruppo Misto-NI durante il 2007. Abbandonando il gruppo AN: Roberto Salerno il 19 luglio, Teodoro Buontempo il 30 luglio, Antonio Pezzella il 9 agosto. Abbandonando il gruppo SDSE: Franco Grillini e Valdo Spini il 4 ottobre, Fabio Baratella il 30 ottobre. Abbandonando il gruppo L'Ulivo: Aleandro Longhi l'8 marzo, Giorgio Carta il 26 luglio. Abbandonando il gruppo LNP: Marco Pottino il 17 aprile. Abbandonando il gruppo UDC: Cosimo Mele il 1º agosto. Abbandonando il gruppo FI: Riccardo Minardo il 20 settembre. Abbandonando il gruppo RNP: Daniele Capezzone il 7 novembre. Abbandonando il gruppo RC-SE: Salvatore Cannavò il 18 dicembre.

Tredici deputati abbandonano il gruppo Misto-NI durante il 2007. Aderiscono al gruppo Misto-Rep. Lib. Rif.: Giorgio La Malfa, Francesco Nucara e Giovanni Ricevuto il 16 marzo. Aderiscono al gruppo Misto-LD: Teodoro Buontempo, Antonio Pezzella e Roberto Salerno il 10 settembre. Aderiscono al gruppo Misto-SC: Fabio Baratella, Franco Grillini e Valdo Spini il 19 novembre. Aderisce al gruppo Pop-UDEUR: Federica Rossi Gasparrini il 25 gennaio. Aderisce al gruppo CI: Aleandro Longhi il 19 luglio. Aderisce al gruppo Misto-MPA: Riccardo Minardo il 27 settembre. Aderisce al gruppo FI: Marco Pottino il 16 novembre.
31. ↑  Dodici deputati aderiscono al gruppo Misto-NI durante il 2008. Abbandonando il gruppo Pop-UDEUR: Federica Rossi Gasparrini il 21 febbraio, Gino Capotosti il 3 marzo, Paolo Del Mese il 7 marzo. Abbandonando il gruppo UDC: Bruno Tabacci il 5 febbraio, Emerenzio Barbieri e Carlo Giovanardi il 6 febbraio, Francesco Paolo Lucchese il 21 febbraio. Abbandonando il gruppo Misto-Rep. Lib. Rif.: Giorgio La Malfa, Francesco Nucara e Giovanni Ricevuto il 10 marzo. Abbandonando il gruppo PD-Ulivo: Italo Tanoni il 7 febbraio, Gerardo Bianco il 15 febbraio.
32. ↑  Cinque deputati aderiscono al gruppo Misto-MPA durante il 2006. Abbandonando il gruppo Misto-NI: Giovanni Di Mauro, Nicola Leanza, Carmelo Lo Monte, Vincenzo Oliva e Giuseppe Reina il 17 maggio.

Due deputati del gruppo Misto-MPA cessano dal mandato parlamentare durante il 2006: Giovanni Di Mauro il 17 luglio, lo stesso giorno è sostituito da Pietro Rao; Nicola Leanza il 19 luglio, lo stesso giorno è sostituito da Sebastiano Neri.
33. ↑  Un deputato aderisce al gruppo Misto-MPA durante il 2007. Abbandonando il gruppo Misto-NI: Riccardo Minardo il 27 settembre.
34. ↑  Quattro deputati aderiscono al gruppo Misto-LD durante il 2007. Abbandonano il gruppo Misto-NI: Teodoro Buontempo, Antonio Pezzella e Roberto Salerno il 10 settembre. Abbandonando il gruppo AN: Daniela Santanchè il 13 novembre.
35. ↑  Tre deputati aderiscono al gruppo Misto-Rep. Lib. Rif. durante il 2007. Abbandonando il gruppo Misto-NI: Giorgio La Malfa, Francesco Nucara e Giovanni Ricevuto il 16 marzo.
36. ↑  Tre deputati abbandonano il gruppo Misto-Rep. Lib. Rif. durante il 2008. Aderiscono al gruppo Misto-NI: Giorgio La Malfa, Francesco Nucara e Giovanni Ricevuto il 10 marzo.
37. ↑  Tre deputati aderiscono al gruppo Misto-SC durante il 2007. Abbandonando il gruppo Misto-NI: Fabio Baratella, Franco Grillini e Valdo Spini il 19 novembre.
38. ↑  Tre deputati abbandonano il gruppo Misto-SC durante il 2008. Aderiscono al gruppo SR-RNP: Fabio Baratella, Franco Grillini e Valdo Spini il 1º febbraio.
39. ↑  Diciassette deputati abbandonano il gruppo Misto-RNP durante il 2006. Aderiscono al gruppo RNP: Rapisardo Antinucci, Marco Beltrandi, Emma Bonino, Enrico Boselli, Enrico Buemi, Salvatore Buglio, Daniele Capezzone, Giovanni Crema, Sergio D'Elia, Lello Di Gioia, Giacomo Mancini, Angelo Piazza, Donatella Poretti, Gian Franco Schietroma, Lanfranco Turci, Maurizio Turco e Roberto Villetti il 18 maggio.

Un deputato del gruppo Misto-RNP cessa dal mandato parlamentare durante il 2006: Marco Cappato l'8 maggio, il 23 maggio è sostituito da Bruno Mellano che aderisce al gruppo RNP.
40. ↑  Sedici deputati abbandonano il gruppo Misto-CI durante il 2006. Aderiscono al gruppo CI: Katia Bellillo, Luigi Cancrini, Rosalba Cesini, Silvio Crapolicchio, Giacomo De Angelis, Oliviero Diliberto, Severino Galante, Orazio Antonio Licandro, Francesco Napoletano, Gianni Pagliarini, Ferdinando Pignataro, mCosimo Sgobio, Roberto Soffritti, Nicola Tranfaglia, Elias Vacca e Iacopo Venier il 18 maggio.
41. ↑  Sedici deputati abbandonano il gruppo Misto-Verdi durante il 2006. Aderiscono al gruppo Verdi: Marco Boato, Stefano Boco, Angelo Bonelli, Arnold Cassola, Paolo Cento, Tana De Zulueta, Grazia Francescato, Massimo Saverio Ennio Fundarò, Marco Lion, Domenico Lomelo, Carlo Monguzzi, Alfonso Pecoraro Scanio, Tommaso Pellegrino, Camillo Piazza,Giuseppe Trepiccione e Luana Zanella il 16 maggio.
42. ↑  Quattordici deputati abbandonano il gruppo Misto-Pop.-UDEUR durante il 2006. Aderiscono al gruppo Pop.-UDEUR: Francesco Adenti, Paolo Affronti, Gino Capotosti, Sandra Cioffi, Paolo Del Mese, Dante D'Elpidio, Mauro Fabris, Pasquale Giuditta, Vito Li Causi, Giuseppe Morrone, Angelo Picano, Rocco Pignataro, Michele Pisacane e Antonio Satta il 18 maggio.
43. ↑  Sei deputati abbandonano il gruppo Misto-DC-PS durante il 2006. Aderiscono al gruppo DC-PS: Lucio Barani, Giampiero Catone, Paolo Cirino Pomicino, Francesco De Luca, Mauro Del Bue e Massimo Nardi il 18 maggio.

#### Modifiche nella nomenclatura dei gruppi parlamentari
1. ↑  Il gruppo L'Ulivo cambia nome in Partito Democratico-L'Ulivo (PD-Ulivo) il 7 novembre 2007.
2. ↑  Il gruppo UDC (CCD-CDU) (UDC) cambia nome in UDC (Unione dei Democratici Cristiani e dei Democratici di Centro) il 17 maggio 2006.
3. ↑  Il gruppo La Rosa nel Pugno (RNP) si forma il 18 maggio 2006 con diciassette deputati aderenti provenienti dal gruppo Misto-RNP.
4. ↑  Il gruppo Sinistra Democratica. Per il socialismo europeo (SDSE) si forma il 16 maggio 2007 con ventuno deputati aderenti provenienti dal gruppo L'Ulivo.
5. ↑  Il gruppo Comunisti Italiani (CI) si forma il 18 maggio 2006 con sedici deputati aderenti provenienti dal gruppo Misto-CI.
6. ↑  Il gruppo Verdi si forma il 18 maggio 2006 con sedici deputati aderenti provenienti dal gruppo Misto-Verdi.
7. ↑  Il gruppo Popolari-UDEUR (Pop.-UDEUR) si forma il 18 maggio 2006 con quattordici deputati aderenti provenienti dal gruppo Misto-Pop.-UDEUR.
8. ↑  Il gruppo Democrazia cristiana - Partito socialista (DC-PS) si forma il 18 maggio 2006 con sei deputati aderenti provenienti dal gruppo Misto-DC-PS.

Il gruppo cambia nome in DCA-Democrazia Cristiana per le Autonomie-Partito Socialista-Nuovo PSI (DCA-PS-NPSI) il 3 aprile 2007.

Il gruppo cambia nome DCA-Democrazia Cristiana per le Autonomie-Nuovo PSI (DCA-NPSI) il 19 dicembre 2007.
9. ↑  La componente Movimento per l'autonomia (MPA) si forma il 17 maggio 2006 con cinque deputati aderenti provenienti dal gruppo Misto-NI.
10. ↑  La componente La Destra (LD) si forma il 10 settembre 2007 con tre deputati aderenti provenienti dal gruppo Misto-NI.
11. ↑  La componente Repubblicani, Liberali, Riformatori (Rep. Lib. Rif.) si forma il 16 marzo 2007 con tre deputati aderenti provenienti dal gruppo Misto-NI.

La componente cessa il 10 marzo 2008.
12. ↑  La componente Socialisti per la Costituente (SC) si forma il 19 novembre 2007 con tre deputati aderenti provenienti dal gruppo Misto-NI.

La componente cessa il 1º febbraio 2008.
13. ↑  La componente La Rosa nel Pugno (RNP) cessa il 18 maggio 2006.
14. ↑  La componente Comunisti Italiani (CI) cessa il 18 maggio 2006.
15. ↑  La componente Verdi cessa il 16 maggio 2006.
16. ↑  La componente Popolari-UDEUR (Pop.-UDEUR) cessa il 18 maggio 2006.
17. ↑  La componente Democrazia cristiana-Partito socialista (DC-PS) cessa il 18 maggio 2006.

## Senato della Repubblica

### Consiglio di Presidenza

#### Presidente
Franco Marini (PD-Ulivo) - L'elezione è avvenuta il 29 aprile 2006.

#### Vice presidenti
- Gavino Angius (Misto-PS)
- Roberto Calderoli (LNP)
- Milziade Caprili (RC - SE)
- Mario Baccini (Misto-MCFP)

#### Questori
- Gianni Nieddu (PD-Ulivo)
- Romano Comincioli (FI)
- Helga Thaler Ausserhofer (Aut)

#### Segretari
- Loredana De Petris (IU-Verdi-Com)
- Natale D'Amico (Misto-UL)
- Giovanni Battaglia (SDSE)
- Salvatore Ladu (PD-Ulivo)
- Cosimo Ventucci (FI)
- Lucio Malan (FI)
- Pasquale Viespoli (AN)
- Maurizio Eufemi (Misto-VPPE)
- Tommaso Barbato (Misto-Pop-Udeur) [dal 21/03/2007]
- Giovanni Pistorio (DCA-PRI-MPA) [dal 21/03/2007]

### Capigruppo parlamentari
| Gruppo parlamentare | Gruppo parlamentare                                             | Presidente                                                                    | Seggi    |
| ------------------- | --------------------------------------------------------------- | ----------------------------------------------------------------------------- | -------- |
|                     | Partito Democratico-L'Ulivo                                     | Anna Finocchiaro                                                              | 84 / 322 |
|                     | Forza Italia                                                    | Renato Schifani                                                               | 73 / 322 |
|                     | Alleanza Nazionale                                              | Altero Matteoli                                                               | 37 / 322 |
|                     | Misto                                                           | Nello Formisano                                                               | 32 / 322 |
|                     | Rifondazione Comunista - Sinistra Europea                       | Giovanni Russo Spena                                                          | 26 / 322 |
|                     | Unione dei Democraticicristiani e di Centro (UDC)               | Francesco D'Onofrio                                                           | 18 / 322 |
|                     | Lega Nord Padania                                               | Ettore Pietro Pirovano [fino al 16/05/2006] Roberto Castelli [dal 18/05/2006] | 12 / 322 |
|                     | Sinistra Democratica. Per il Socialismo Europeo                 | Cesare Salvi                                                                  | 10 / 322 |
|                     | IU-Verdi-Com                                                    | Manuela Palermi                                                               | 10 / 322 |
|                     | D.C. per le autonomie-P. Repubblicano Ital-Mov. per l'Autonomia | Mauro Cutrufo                                                                 | 10 / 322 |
|                     | Per le Autonomie                                                | Oskar Peterlini                                                               | 10 / 322 |

### Commissioni parlamentari
| #    | Commissione | Presidente                              | Presidente                                   |
| ---- | --- | --------------------------------------- | -------------------------------------------- |
| I    | Affari costituzionali, affari della Presidenza del Consiglio e dell'Interno, ordinamento generale dello Stato e della Pubblica Amministrazione |                                         | Nicola Mancino (Ulivo) [fino all'11/07/2006] |
| I    | Affari costituzionali, affari della Presidenza del Consiglio e dell'Interno, ordinamento generale dello Stato e della Pubblica Amministrazione | Enzo Bianco (PD-Ulivo) [dal 12/07/2006] |                                              |
| II   | Giustizia |                                         | Cesare Salvi (SDSE)                          |
| III  | Affari esteri, emigrazione |                                         | Lamberto Dini (Misto-UL)                     |
| IV   | Difesa |                                         | Sergio De Gregorio (Misto-InM)               |
| V    | Programmazione economica, bilancio |                                         | Enrico Morando (PD-Ulivo)                    |
| VI   | Finanze e tesoro |                                         | Giorgio Benvenuto (PD-Ulivo)                 |
| VII  | Istruzione pubblica, beni culturali, ricerca scientifica, spettacolo e sport                                                                   |                                         | Vittoria Franco (PD-Ulivo)                   |
| VIII | Lavori pubblici, comunicazioni |                                         | Anna Donati (IU-Verdi-Com)                   |
| IX   | Agricoltura e produzione agroalimentare |                                         | Nuccio Cusumano (PD-Ulivo)                   |
| X    | Industria, commercio, turismo |                                         | Aldo Scarabosio (FI)                         |
| XI   | Lavoro pubblico e privato, previdenza sociale                                                                                                  |                                         | Tiziano Treu (PD-Ulivo)                      |
| XII  | Igiene e sanità |                                         | Ignazio Marino (PD-Ulivo)                    |
| XIII | Territorio, ambiente, beni ambientali |                                         | Tommaso Sodano (RC - SE)                     |
| XIV  | Politiche dell'Unione europea |                                         | Andrea Manzella (PD-Ulivo)                   |

### Riepilogo della composizione
| Gruppo parlamentare alla Senato della Repubblica | Gruppo parlamentare alla Senato della Repubblica                              | Gruppo parlamentare alla Senato della Repubblica                              | Gruppo parlamentare alla Senato della Repubblica                              | Inizio legislatura | 2006 | 2007 | Fine legislatura |
| ------------------------------------------------ | ----------------------------------------------------------------------------- | ----------------------------------------------------------------------------- | ----------------------------------------------------------------------------- | ------------------ | ---- | ---- | ---------------- |
|                                                  | Partito Democratico-L'Ulivo (PD-Ulivo)                                        | Partito Democratico-L'Ulivo (PD-Ulivo)                                        | Partito Democratico-L'Ulivo (PD-Ulivo)                                        | 108                | 101  | 83   | 84               |
|                                                  | Forza Italia (FI)                                                             | Forza Italia (FI)                                                             | Forza Italia (FI)                                                             | 77                 | 71   | 73   | 73               |
|                                                  | Alleanza Nazionale (AN)                                                       | Alleanza Nazionale (AN)                                                       | Alleanza Nazionale (AN)                                                       | 41                 | 41   | 37   | 37               |
|                                                  | Rifondazione Comunista - Sinistra Europea (RC-SE)                             | Rifondazione Comunista - Sinistra Europea (RC-SE)                             | Rifondazione Comunista - Sinistra Europea (RC-SE)                             | 27                 | 27   | 26   | 26               |
|                                                  | Unione dei Democraticicristiani e di Centro (UDC) (UDC)                       | Unione dei Democraticicristiani e di Centro (UDC) (UDC)                       | Unione dei Democraticicristiani e di Centro (UDC) (UDC)                       | 21                 | 20   | 20   | 18               |
|                                                  | Lega Nord Padania (LNP)                                                       | Lega Nord Padania (LNP)                                                       | Lega Nord Padania (LNP)                                                       | 13                 | 13   | 12   | 12               |
|                                                  | Insieme con l'Unione Verdi - Comunisti Italiani (IU-Verdi-Com)                | Insieme con l'Unione Verdi - Comunisti Italiani (IU-Verdi-Com)                | Insieme con l'Unione Verdi - Comunisti Italiani (IU-Verdi-Com)                | 11                 | 11   | 10   | 10               |
|                                                  | D.C. per le autonomie-P. Repubblicano Ital-Mov. per l'Autonomia (DCA-PRI-MPA) | D.C. per le autonomie-P. Repubblicano Ital-Mov. per l'Autonomia (DCA-PRI-MPA) | D.C. per le autonomie-P. Repubblicano Ital-Mov. per l'Autonomia (DCA-PRI-MPA) | —                  | 10   | 10   | 10               |
|                                                  | Per le Autonomie (Aut)                                                        | Per le Autonomie (Aut)                                                        | Per le Autonomie (Aut)                                                        | —                  | 10   | 10   | 10               |
|                                                  | Sinistra Democratica per il Socialismo Europeo (SDSE)                         | Sinistra Democratica per il Socialismo Europeo (SDSE)                         | Sinistra Democratica per il Socialismo Europeo (SDSE)                         | —                  | —    | 10   | 10               |
|                                                  | Gruppo misto                                                                  |                                                                               | Non iscritti                                                                  | 6                  | 8    | 9    | 9                |
|                                                  | Gruppo misto                                                                  | Italia dei Valori (IdV)                                                       | 5                                                                             | 4                  | 3    | 3    |                  |
|                                                  | Gruppo misto                                                                  | La Destra (LD)                                                                | —                                                                             | —                  | 3    | 3    |                  |
|                                                  | Gruppo misto                                                                  | Partito Socialista (PS)                                                       | —                                                                             | —                  | 3    | 3    |                  |
|                                                  | Gruppo misto                                                                  | Unione Liberaldemocratici (UL)                                                | —                                                                             | —                  | 3    | 3    |                  |
|                                                  | Gruppo misto                                                                  | Popolari-Udeur (Pop-Udeur)                                                    | 3                                                                             | 3                  | 3    | 2    |                  |
|                                                  | Gruppo misto                                                                  | Unione Democratica per i consumatori (UD-Consum)                              | —                                                                             | —                  | 2    | 2    |                  |
|                                                  | Gruppo misto                                                                  | Partito Democratico Meridionale (PDM)                                         | —                                                                             | 1                  | 1    | 1    |                  |
|                                                  | Gruppo misto                                                                  | Italiani nel mondo (Inm)                                                      | —                                                                             | 1                  | 1    | 1    |                  |
|                                                  | Gruppo misto                                                                  | Movimento politico dei cittadini (Mpc)                                        | —                                                                             | —                  | 1    | 1    |                  |
|                                                  | Gruppo misto                                                                  | Sinistra Critica (SC)                                                         | —                                                                             | —                  | 1    | 1    |                  |
|                                                  | Gruppo misto                                                                  | Movimento Civico Federativo Popolare (MCFP)                                   | —                                                                             | —                  | —    | 1    |                  |
|                                                  | Gruppo misto                                                                  | Verso il Partito Popolare Europeo (VPPE)                                      | —                                                                             | —                  | —    | 1    |                  |
|                                                  | Gruppo misto                                                                  | Italia di mezzo (Idm)                                                         | —                                                                             | 1                  | —    | —    |                  |
|                                                  | Gruppo misto                                                                  | Consumatori Uniti (Consum)                                                    | —                                                                             | —                  | —    | —    |                  |
|                                                  | Gruppo misto                                                                  | Per le Autonomie (Aut)                                                        | 5                                                                             | —                  | —    | —    |                  |
|                                                  | Gruppo misto                                                                  | Democrazia Cristiana per le Autonomie (DC-Aut)                                | 2                                                                             | —                  | —    | —    |                  |
|                                                  | Gruppo misto                                                                  | Movimento per l'Autonomia (MA)                                                | 2                                                                             | —                  | —    | —    |                  |
|                                                  | Gruppo misto                                                                  | Democrazia Cristiana (DC)                                                     | 1                                                                             | —                  | —    |      |                  |
| Totale Gruppo misto                              | Totale Gruppo misto                                                           | 24                                                                            | 18                                                                            | 30                 | 31   |      |                  |
| Totale                                           | Totale                                                                        | Totale                                                                        | Totale                                                                        | 322                | 322  | 321  | 321              |

#### Modifiche nella composizione dei gruppi parlamentari
1. ↑  Sette senatori abbandonano il gruppo Ulivo durante il 2006. Aderiscono al gruppo Aut: Daniele Bosone, Claudio Molinari, Accursio Montalbano, Magda Negri, Simonetta Rubinato e Giorgio Tonini il 17 maggio. Eletto Presidente della Repubblica: Giorgio Napolitano il 15 maggio.

Quattro senatori del gruppo Ulivo cessano dal mandato parlamentare durante il 2006: Alberto Maritati il 12 luglio, lo stesso giorno è sostituito da Donato Piglionica; Nicola Mancino il 24 luglio, lo stesso giorno è sostituito da Aniello Palumbo; Filippo Bubbico il 25 ottobre, lo stesso giorno è sostituito da Salvatore Adduce; Roberto Pinza il 26 ottobre, lo stesso giorno è sostituito da Luca Marcora.
2. ↑  Un senatore aderisce al gruppo Ulivo durante il 2007. Abbandonando il gruppo Misto-Idm: Marco Follini l'11 giugno.

Diciannove senatori abbandonano il gruppo Ulivo durante il 2007. Aderiscono al gruppo SDSE: Gavino Angius, Giovanni Battaglia, Giovanni Bellini, Paolo Brutti, Piero Di Siena, Guido Galardi, Nuccio Iovene, Giorgio Mele, Silvana Pisa, Cesare Salvi e Massimo Villone il 15 maggio. Aderiscono al gruppo Misto-NI: Roberto Barbieri il 1º maggio, Domenico Fisichella il 14 ottobre, Willer Bordon, Natale D'Amico, Lamberto Dini, Roberto Manzione e Giuseppe Scalera il 26 novembre. Aderisce al gruppo Aut: Bartolo Fazio il 28 maggio. 

Due senatori del gruppo PD-Ulivo cessano dal mandato parlamentare durante il 2007: Gianni Vernetti il 4 luglio, lo stesso giorno è sostituito da Lorenzo Ria; Goffredo Bettini il 28 novembre, lo stesso giorno è sostituito da Pietro Larizza.
3. ↑  Un senatore aderisce al gruppo PD-Ulivo durante il 2007. Abbandonando il gruppo Misto-Pop-Udeur: Nuccio Cusumano il 7 febbraio.
4. ↑  Un senatore subentrante aderisce al gruppo FI durante il 2006: Fedele Sanciu il 21 settembre, in sostituzione di Ignazio Manunza del gruppo DC-PRI-IND-MPA.

Sei senatori abbandonano il gruppo FI durante il 2006. Aderiscono al gruppo DC-Ind-MA: Roberto Antonione, Antonio Girfatti, Ignazio Manunza, Piergiorgio Massidda, Giacomo Santini e Giorgio Stracquadanio il 29 maggio.

Tre senatori del gruppo FI cessano dal mandato parlamentare durante il 2006: Roberto Formigoni il 12 luglio, il 19 luglio è sostituito da Antonio Del Pennino che aderisce al gruppo Misto-NI; Giancarlo Galan il 12 luglio, il 18 luglio è sostituito da Pierantonio Zanettin; Angelo Michele Iorio il 20 novembre, il giorno successivo è sostituito da Luigi Di Bartolomeo.
5. ↑  Tre senatori aderiscono al gruppo FI durante il 2007. Abbandonando il gruppo DC-PRI-IND-MPA: Roberto Antonione il 7 marzo. Abbandonando il gruppo AN: Gustavo Selva il 30 luglio. Abbandonando il gruppo Misto-NI: Albertino Gabana il 31 ottobre.

Un senatore abbandona il gruppo FI durante il 2007. Aderisce al gruppo DC-PRI-IND-MPA: Enrico Pianetta il 6 marzo.
6. ↑  Quattro senatori abbandonano il gruppo AN durante il 2007. Aderiscono al gruppo Misto-LD: Stefano Losurdo e Francesco Storace il 29 luglio, Stefano Morselli il 13 settembre. Aderisce al gruppo FI: Gustavo Selva il 29 luglio.
7. ↑  Un senatore del gruppo RC-SE cessa dal mandato parlamentare durante il 2006: Luigi Malabarba l'11 ottobre, lo stesso giorno è sostituito da Haidi Giuliani.
8. ↑  Un senatore abbandona il gruppo RC-SE durante il 2007. Aderisce al gruppo Misto-SC: Franco Turigliatto il 23 febbraio.
9. ↑  Un senatore abbandona il gruppo UDC durante il 2006. Aderisce al gruppo Misto-Idm: Marco Follini il 18 ottobre.

Un senatore del gruppo UDC cessa dal mandato parlamentare durante il 2006: Salvatore Cuffaro il 24 luglio, il giorno successivo è sostituito da Francesco Pionati.
10. ↑  Due senatori abbandonano il gruppo UDC durante il 2008. Aderisce al gruppo Misto-MCFP: Mario Baccini il 3 febbraio. Aderisce al gruppo Misto-VPPE: Maurizio Eufemi il 13 marzo.
11. ↑  Un senatore abbandona il gruppo LNP durante il 2007. Aderisce al gruppo Misto-NI: Albertino Gabana il 9 maggio.
12. ↑  Un senatore abbandona il gruppo IU-Verdi-Com durante il 2007. Aderisce al gruppo Misto-Consum: Fernando Rossi il 27 febbraio.
13. ↑  Undici senatori aderiscono al gruppo DC-Ind-MA/DC-PRI-IND-MPA durante il 2006. Abbandonando il gruppo FI: Roberto Antonione, Antonio Girfatti, Ignazio Manunza, Piergiorgio Massidda, Giacomo Santini e Giorgio Stracquadanio il 30 maggio. Abbandonando il gruppo Misto-DC-Aut: Mauro Cutrufo e Gianfranco Rotondi il 30 maggio. Abbandonando il gruppo Misto-MA: Giovanni Pistorio e Giuseppe Saro il 30 maggio. Abbandonando il gruppo Misto-NI: Antonio Del Pennino il 1º agosto.

Un senatore del gruppo DC-PRI-IND-MPA decede durante il 2006: Ignazio Manunza il 23 agosto, il 21 settembre è sostituito da Fedele Sanciu che aderisce al gruppo FI.
14. ↑  Un senatore aderisce al gruppo DC-PRI-IND-MPA durante il 2007. Abbandonando il gruppo FI: Enrico Pianetta il 7 marzo.

Un senatore abbandona il gruppo DC-PRI-IND-MPA durante il 2007. Aderisce al gruppo FI: Roberto Antonione il 6 marzo.
15. ↑  Dieci senatori aderiscono al gruppo Aut durante il 2006. Abbandonano il gruppo Ulivo: Daniele Bosone, Claudio Molinari, Accursio Montalbano, Magda Negri, Simonetta Rubinato e Giorgio Tonini il 18 maggio. Abbandonando il gruppo Misto-Aut: Carlo Perrin, Oskar Peterlini, Manfred Pinzger ed Helga Thaler Ausserhofer il 18 maggio.
16. ↑  Un senatore aderisce al gruppo Aut durante il 2007. Abbandonando il gruppo Ulivo: Bartolo Fazio il 29 maggio.

Un senatore abbandona il gruppo Aut durante il 2007. Aderisce al gruppo SDSE: Accursio Montalbano il 15 maggio.
17. ↑  Dodici senatori aderiscono al gruppo SDSE durante il 2007. Abbandonando il gruppo Ulivo: Gavino Angius, Giovanni Battaglia, Giovanni Bellini, Paolo Brutti, Piero Di Siena, Guido Galardi, Nuccio Iovene, Giorgio Mele, Silvana Pisa, Cesare Salvi e Massimo Villone il 16 maggio. Abbandonando il gruppo Aut: Accursio Montalbano il 16 maggio.

Due senatori abbandonando il gruppo SDSE durante il 2007. Aderiscono al gruppo Misto-CS: Gavino Angius e Accursio Montalbano il 1º ottobre.
18. ↑  Due senatori aderiscono al gruppo Misto-NI durante il 2006. Nominato senatore di diritto: Carlo Azeglio Ciampi il 17 maggio. Abbandonano il gruppo Misto-Aut: Giulio Andreotti il 18 maggio.

Un senatore subentrante aderisce al gruppo Misto-NI durante il 2006: Antonio Del Pennino il 19 luglio, in sostituzione di Roberto Formigoni del gruppo FI.

Un senatore abbandona il gruppo Misto-NI durante il 2006. Aderisce al gruppo DC-PRI-IND-MPA: Antonio Del Pennino il 31 luglio.
19. ↑  Nove senatori aderiscono al gruppo Misto-NI durante il 2007. Abbandonando il gruppo Ulivo: Roberto Barbieri il 2 maggio, Domenico Fisichella il 15 ottobre, Willer Bordon, Natale D'Amico, Lamberto Dini, Roberto Manzione e Giuseppe Scalera il 27 novembre. Abbandonando il gruppo LNP: Albertino Gabana il 10 maggio. Abbandonando il gruppo Misto-IdV: Franca Rame il 30 ottobre.

Otto senatori abbandonano il gruppo Misto-NI durante il 2007. Aderiscono al gruppo Misto-UL: Natale D'Amico, Lamberto Dini e Giuseppe Scalera il 10 dicembre. Aderiscono al gruppo Misto-UD-Consum: Willer Bordon e Roberto Manzione il 18 dicembre. Aderisce al gruppo Misto-CS: Roberto Barbieri il 18 luglio. Aderisce al gruppo Misto-Mpc: Fernando Rossi l'11 settembre. Aderisce al gruppo FI: Albertino Gabana il 30 ottobre.
20. ↑  Un senatore abbandona il gruppo Misto-IdV durante il 2006. Aderisce al gruppo Misto-Inm: Sergio De Gregorio il 24 settembre.
21. ↑  Una senatrice abbandona il gruppo Misto-IdV durante il 2007. Aderisce al gruppo Misto-NI: Franca Rame il 30 ottobre.
22. ↑  Tre senatori aderiscono al gruppo Misto-LD durante il 2007. Abbandonando il gruppo AN: Stefano Losurdo e Francesco Storace il 30 luglio, Stefano Morselli il 14 settembre.
23. ↑  Tre senatori aderiscono al gruppo Misto-CS durante il 2007. Abbandonando il gruppo SDSE: Gavino Angius e Accursio Montalbano il 2 ottobre. Abbandonando il gruppo Misto-NI: Roberto Barbieri il 18 luglio.
24. ↑  Tre senatori aderiscono al gruppo Misto-UL durante il 2007. Abbandonando il gruppo Misto-NI: Natale D'Amico, Lamberto Dini e Giuseppe Scalera il 10 dicembre.
25. ↑  Un senatore abbandona il gruppo Misto-Pop-Udeur durante il 2007. Aderisce al gruppo PD-Ulivo: Nuccio Cusumano il 6 febbraio.
26. ↑  Due senatori aderiscono al gruppo Misto-UD-Consum durante il 2007. Abbandonando il gruppo Misto-NI: Willer Bordon e Roberto Manzione il 18 dicembre.
27. ↑  Un senatore aderisce al gruppo Misto-PDM durante il 2006. Abbandona il gruppo Misto-DC: Pietro Fuda il 27 giugno.
28. ↑  Un senatore aderisce al gruppo Misto-Inm durante il 2006. Abbandonando il gruppo Misto-IdV: Sergio De Gregorio il 25 settembre.
29. ↑  Un senatore aderisce al gruppo Misto-Mpc durante il 2007. Abbandonando il gruppo Misto-NI: Fernando Rossi l'11 settembre.
30. ↑  Un senatore aderisce al gruppo Misto-SC durante il 2007. Abbandonando il gruppo RC-SE: Franco Turigliatto il 23 febbraio.
31. ↑  Un senatore aderisce al gruppo Misto-MCFP durante il 2008. Abbandonando il gruppo UDC: Mario Baccini il 4 febbraio.
32. ↑  Un senatore aderisce al gruppo Misto-VPPE durante il 2008. Abbandonando il gruppo UDC: Maurizio Eufemi il 14 marzo.
33. ↑  Un senatore aderisce al gruppo Misto-Idm durante il 2006. Abbandonando il gruppo UDC: Marco Follini il 19 ottobre.
34. ↑  Un senatore abbandona il gruppo Misto-Idm durante il 2007. Aderisce al gruppo Ulivo: Marco Follini il 10 giugno.
35. ↑  Un senatore aderisce al gruppo Misto-Consum durante il 2007. Abbandonando il gruppo IU-Verdi-Com: Fernando Rossi il 28 febbraio.

Un senatore abbandona il gruppo Misto-Consum durante il 2007. Aderisce al gruppo Misto-NI: Fernando Rossi il 1º settembre.
36. ↑  Cinque senatori abbandonano il gruppo Misto-Aut durante il 2006. Aderiscono al gruppo Aut: Carlo Perrin, Oskar Peterlini, Manfred Pinzger ed Helga Thaler Ausserhofer il 17 maggio. Aderisce al gruppo Misto-NI: Giulio Andreotti il 17 maggio.
37. ↑  Due senatori abbandonano il gruppo Misto-DC-Aut durante il 2006. Aderiscono al gruppo DC-Ind-MA: Mauro Cutrufo e Gianfranco Rotondi il 29 maggio.
38. ↑  Due senatori abbandonano il gruppo Misto-MA durante il 2006. Aderiscono al gruppo DC-Ind-MA: Giovanni Pistorio e Giuseppe Saro il 29 maggio.
39. ↑  Un senatore abbandona il gruppo Misto-DC durante il 2006. Aderisce al gruppo Misto-PDM: Pietro Fuda il 27 giugno.

#### Modifiche nella nomenclatura dei gruppi parlamentari
1. ↑  Il gruppo L'Ulivo (Ulivo) cambia nome in Partito Democratico-L'Ulivo (PD-Ulivo) il 27 novembre 2007.
2. ↑  Il gruppo Democrazia Cristiana - Indipendenti - Movimento per l'Autonomia (DC-Ind-MA) si forma il 30 maggio 2006 con sei senatori aderenti provenienti dal gruppo FI, due senatori aderenti provenienti dal gruppo Misto-DC-Aut e due senatori aderenti provenienti dal gruppo Misto-MA.

Il gruppo cambia nome in Democrazia Cristiana-P. repubblicano ital-Indip.-Mov. per l'Autonomia (DC-PRI-IND-MPA) il 29 luglio 2006.

Il gruppo cambia nome in D.C. per le autonomie-P. Repubblicano Ital-Mov. per l'Autonomia (DCA-PRI-MPA) il 12 aprile 2007.
3. ↑  Il gruppo Per le Autonomie (Aut) si forma il 18 maggio 2006 con sei senatori aderenti provenienti dal gruppo Ulivo e quattro senatori aderenti provenienti dal gruppo Misto-Aut.
4. ↑  Il gruppo Sinistra Democratica per il Socialismo Europeo (SDSE) si forma il 16 maggio 2007 con undici senatori aderenti provenienti dal gruppo Ulivo e un senatore aderente proveniente dal gruppo Aut.
5. ↑  La componente La Destra (LD) si forma il 30 luglio 2007 con due senatori aderenti provenienti dal gruppo AN.
6. ↑  La componente Costituente Socialista (CS) si forma il 18 luglio 2007 con un senatore aderente proveniente dal gruppo Misto-NI.

La componente cambia nome in Partito Socialista (PS) il 19 dicembre 2007.
7. ↑  La componente Unione Liberaldemocratici (UL) si forma il 10 dicembre 2007 con tre senatori aderenti provenienti dal gruppo Misto-NI.
8. ↑  La componente Unione Democratica per i consumatori (UD-Consum) si forma il 18 dicembre 2007 con due senatori aderenti provenienti dal gruppo Misto-NI.
9. ↑  La componente Partito Democratico Meridionale (PDM) si forma il 27 giugno 2006 con un senatore aderente proveniente dal gruppo Misto-DC.
10. ↑  La componente Italiani nel mondo (Inm) si forma il 25 settembre 2006 con un senatore aderente proveniente dal gruppo Misto-IdV.
11. ↑  La componente Movimento politico dei cittadini (Mpc) si forma l'11 settembre 2007 con un senatore aderente proveniente dal gruppo Misto-NI.
12. ↑  La componente Sinistra Critica (SC) si forma il 23 febbraio 2007 con un senatore aderente proveniente dal gruppo RC-SE.
13. ↑  La componente Movimento Civico Federativo Popolare (MCFP) si forma il 4 febbraio 2008 con un senatore aderente proveniente dal gruppo UDC.
14. ↑  La componente Verso il Partito Popolare Europeo (VPPE) si forma il 13 marzo 2008 con un senatore aderente proveniente dal gruppo UDC.
15. ↑  La componente Italia di mezzo (Idm) si forma il 19 ottobre 2006 con un senatore aderente proveniente dal gruppo UDC.

La componente cessa il 10 giugno 2007.
16. ↑  La componente Consumatori Uniti (Consum) si forma il 28 febbraio 2007 con un senatore aderente proveniente dal gruppo IU-Verdi-Com.

La componente cessa il 1º settembre 2007.
17. ↑  La componente Per le Autonomie (Aut) cessa il 18 maggio 2006.
18. ↑  La componente Democrazia Cristiana per le Autonomie (DC-Aut) cessa il 29 maggio 2006.
19. ↑  La componente Movimento per l'Autonomia (MA) cessa di esistere il 29 maggio 2006.
20. ↑  La componente Democrazia Cristiana (DC) cessa il 27 giugno 2006.